# Sverre Hansen
Sverre Hansen (Larvik, 23 de junho de 1913 - 22 de agosto de 1974) foi um futebolista norueguês, medalhista olímpico. 

## Carreira
Sverre Hansen fez parte do elenco medalha de bronze, nos Jogos Olímpicos de 1936.

## Ligações Externas
- Perfil em Databaseolympics